# Texola socia
Texola socia är en fjärilsart som beskrevs av Felder 1869. Texola socia ingår i släktet Texola och familjen praktfjärilar. Inga underarter finns listade i Catalogue of Life.